# Zátiší s kulichem, herbářem a kostkami (Weiner)

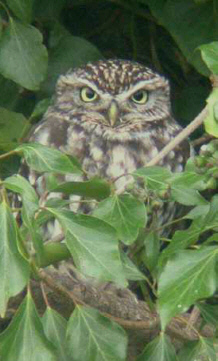
Sowa pójdźka

Zátiší s kulichem, herbářem a kostkami (cz. Martwa natura z pójdźką, zielnikiem i kośćmi) – tomik wierszy czeskiego prozaika i poety Richarda Weinera, opublikowany w 1929. Zawiera surrealistyczne utwory poety. Tytuł zbiorku stał się inspiracją dla nazwy polskiego wyboru poezji Weinera, Martwa natura z pójdźką (Kraków, 1987).